# Kościuszków (powiat płocki)
Kościuszków (niem. Blumenfelde) – wieś w Polsce położona w województwie mazowieckim, w powiecie płockim, w gminie Łąck.
W skład sołectwa Kościuszków-Władysławów wchodzą  wsie Kościuszków i Władysławów.
W latach 1975–1998 miejscowość administracyjnie należała do województwa płockiego.